# DJ Tony Foxx
DJ Tony Foxx (rodno ime Anthonie Vos) je nizozemski DJ i producent kršćanske elektroničke glazbe.
DJ Tony Foxx ima dvije strasti: svoju vjeru i svoju ljubav za dance glazbu. Započeo je kao DJ "koji pokušava biti kršćaninom u dance sceni" kada je otkrio kako treba promijeniti smjerove. Producirao je CD album Faithfulness kojeg je nazvao "danceom s osnovama vjere". DJ Tony Foxx je ovako opisao svoju vlastitu glazbu: "Želim svjedočiti poruku i donijeti pozitivnu poruku koja ne odobrava ili promiče seks, drogu i nasilje."
Vrlo je talentiran glazbenik i voli stvarati glazbu i remiksati pjesme drugih kršćanskih glazbenika kao što su to: Kees Kraayenoord, Israel & New Breed, Michael W. Smith, Casting Crowns, Hillsong i Robin Mark.
Ima jasan cilj sa svojom glazbom: "Želim vidjeti ljude kako plešu u Božjoj nazočnosti."

## Diskografija
- 2006. - Remixed
- 2007. - Faithfulness
- 2008. - Captured
- 2009. - In God We Trust

## Nastupi u Hrvatskoj
- 26. siječnja 2007. - Zagreb (gaža na Hrvatskom katoličkom radiju)
- 27. siječnja 2007. - Zagreb (klupska gaža poslije konferencije katoličke mladeži)
- 18. kolovoza 2010. - Kostrena (festival Chrchok)[2]

## Vanjske poveznice
- Službena stranica  Arhivirana inačica izvorne stranice od 11. siječnja 2012. (Wayback Machine)
- Diskografija
- MySpace stranica
- Hyves stranica
- last.fm stranica
- Službena Facebook stranica